# Merton (Wisconsin)
Merton is een plaats (village) in de Amerikaanse staat Wisconsin, en valt bestuurlijk gezien onder Waukesha County.

## Demografie
Bij de volkstelling in 2000 werd het aantal inwoners vastgesteld op 1926. In 2006 is het aantal inwoners door het United States Census Bureau geschat op 2791, een stijging van 865 (44,9%).

## Geografie
Volgens het United States Census Bureau beslaat de plaats een oppervlakte van 6,9 km², waarvan 6,8 km² land en 0,1 km² water. Merton ligt op ongeveer 302 m boven zeeniveau.

## Plaatsen in de nabije omgeving
De onderstaande figuur toont nabijgelegen plaatsen in een straal van 12 km rond Merton.